# Echinopsis chrysantha
Echinopsis chrysantha är en kaktusväxtart som beskrevs av Erich Werdermann. Echinopsis chrysantha ingår i släktet Echinopsis och familjen kaktusväxter. Inga underarter finns listade i Catalogue of Life.

## Bilder

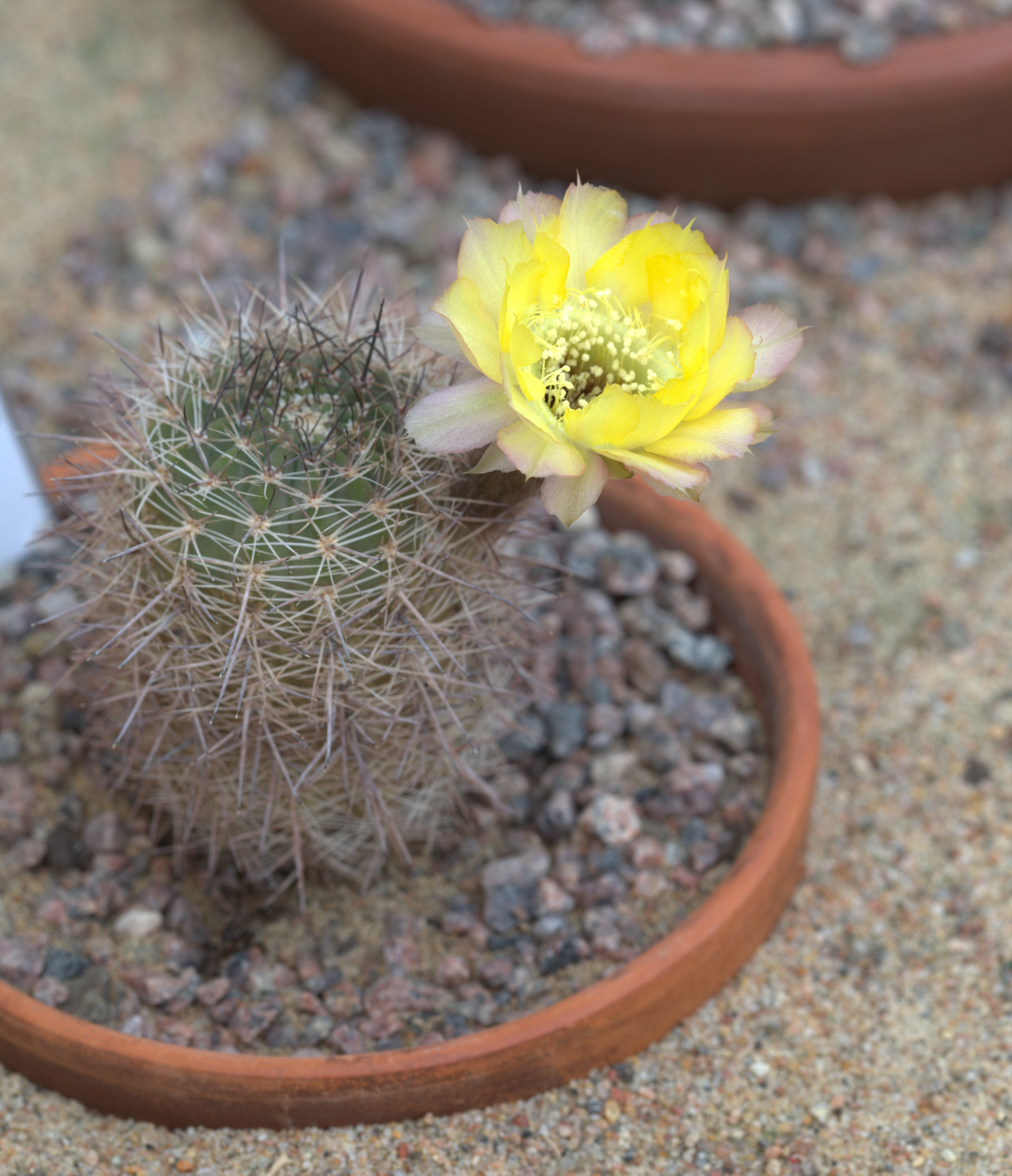